# Mesosmicrips
Mesosmicrips – wymarły rodzaj chrząszczy z podrzędu wielożernych i rodziny Smicripidae. Obejmuje dwa opisane gatunki. Żyły w kredzie.

## Taksonomia
W 2016 roku Chenyang Cai i Diying Huang opisali na łamach „Cretaceous Research” gatunek Smicrips cretacea. Opisu dokonano na podstawie inkluzji w bursztynie birmańskim, pochodzącej z cenomanu w kredzie, odnalezionej w dolinie Hukawng w stanie Kaczin na północy Mjanmy. W 2017 roku Aleksander Kirejczuk na łamach „Russian Entomological Journal” przeniósł ten gatunek do nowego, monotypowego wówczas rodzaju Mesosmicrips. W 2023 roku Georgij Ljubarski i Jewgenij Perkowski opisali na łamach „Ecologica Montenegrina” drugi gatunek z rodzaju, Mesosmicrips sunae. On również opisany został na podstawie pojedynczej inkluzji bursztynie birmańskim, pochodzącej z cenomanu i odnalezionej w dolinie Hukawng. Epitet gatunkowy nadano na cześć Haoran Sun, która udostępniła badaczom okaz.

## Morfologia
Chrząszcze o grzbietobrzusznie spłaszczonym, w zarysie wydłużonym z równoległymi bokami ciele długości od 1,1 do 1,3 mm. Oskórek był ciemny, nagi. Na wierzchu ciała występowała drobna mikrorzeźba.
Głowa była duża, dłuższa niż u Simicrips, o głęboko wciśniętym, U-kształtnym szwie czołowo-nadustkowym, osadzonych w połowie jej długości, małych, okrągłych, wyłupiastych oczach i nie krótszych od nich skroniach. Czułki budowało 11 członów. Warga górna była wydatna, na przedniej krawędzi zaokrąglona. Przysadziste, szeroko trójkątne żuwaczki miały zaostrzone szczyty. Wargę dolną cechowała bardzo duża, silnie poprzeczna bródka o W-kształnej krawędzi wierzchołkowej. Nie występowały szwy gularne.
Przedplecze u M. cretacea było tak długie jak szerokie, a u M. sunae 1,1 raza dłuższe niż szerokie. U obu gatunków miało rozwarte kąty przednie, lekko zakrzywione i ząbkowane (ząbków po około 20 na krawędzi) krawędzie boczne oraz prawie prostą, niezmodyfikowaną krawędź tylną. U M. cretacea w tylnej ćwiartce przedplecza znajdowały się krótkie rowki, których brak u M. sunae. Ponadto kąty tylne przedplecza u M. cretacea były zaostrzone, a u M. sunae rozwarte. Tarczka była prawie trapezowata. Pokrywy u M. sunae były 1¾ raza dłuższe niż razem szerokie i pozostawiały odsłoniętymi tylko dwa tergity, a u M. cretaceabyły półtorakrotnie dłuższe niż razem szerokie i pozostawiały odsłoniętymi więcej niż dwa tergity. Długie przedpiersie wypuszczało długi, sięgający poza tylne brzegi przednich bioder wyrostek o ściętym wierzchołku. Panewki przednich bioder były silnie poprzeczne i od zewnątrz szeroko otwarte. Krótkie śródpiersie miało szeroki wyrostek międzybiodrowy. Panewki bioder środkowej pary były lekko poprzeczne i bocznie otwarte. Zapiersie było wydłużone, łukowato na tylnej krawędzi wycięte, a panewki tylnych bioder poprzeczne i szeroko rozstawione. Odnóża miały przysadziste, wrzecionowate uda, zaopatrzone w dwie ostrogi wierzchołkowe golenie, a stopy zbudowane z pięciu członów, z których trzy pierwsze były krótkie i szerokie, czwarty zdrobniały, a piąty wydłużony, znacznie dłuższy niż pozostałe razem wzięte, zaopatrzony w długie, niezmodyfikowane pazurki. U M. sunae golenie były lekko ku szczytom rozszerzone, a przednia ich para była pięciokrotnie dłuższa niż szeroka i miała w wierzchołkowej ćwiartce równoległe boki. U M. cretacea golenie były wyraźnie i równomiernie ku szczytom rozszerzone, a przednia ich para była 3,3 raza dłuższa niż szeroka. 
Na spodzie odwłoka widocznych było pięć sternitów, z których piąty był niemal tak długi jak pozostałe razem wzięte.

## Paleoekologia
Siedliskiem tych owadów były gorące i wilgotne tropikalne lasy deszczowe o bujnej roślinności. Zdominowane były przez araukariowate, zwłaszcza z rodzaju agatis, ale występowały tu też sekwoje, metasekwoje, sosny, cedry i cyprysy. Piętro podszytu tworzyły głównie paprocie i widłaki właściwe. Pory roku determinowane były głównie przez opady. Lasy te rosły nad brzegami rzek, jezior, lagun czy estuariów, o czym świadczy udział fauny słodkowodnej. Nie były odległe od wybrzeży morskich, jako że w bursztynie birmańskim czasem spotkać można organizmy słonowodne, a zwłaszcza ślady ich działalności. Biota lasów cechowała się dużą bioróżnorodnością; do 2022 roku stwierdzono w burmicie około 2390 gatunków, 1575 rodzajów i 689 rodzin organizmów lądowych i słodkowodnych, w tym ponad 2240 gatunków, 1445 rodzajów, 612 rodzin, 66 rzędów i 8 gromad stawonogów. W tym samym kawałku bursztynu co M. sunae znajdują się syninkluzje dwóch samców wojsiłek z rodzaju Parapolycentropus, muchówki z podrzędu długoczułkich, chrząszcza Phenolia haoranae z rodziny łyszczynkowatych oraz innych, niezidentyfikowanych, drobnych chrząszczy. 
Bionomia współczesnych Smicripidae oraz obecność ziaren pyłku na spodzie okazu M. sunae i przypuszczalnych resztek organów generatywnych roślin na jego żuwaczkach, wskazuje że postacie dorosłe Mesosmicrips były melitofagami i żerowały na pyłku kwiatowym. Larwy przypuszczalnie były mykofagiczne. 